# Trnovo, Laško
Trnovo je naselje v Občini Laško.